# Julio César Garcés Vera
Julio César Garcés Vera (Cobquecura, 10 de diciembre de 1866 - Santiago, 6 de noviembre de 1942) fue un político y abogado chileno. 

## Biografía
Hijo de José Agustín Garcés Rey y Clotilde Vera Gajardo. Se casó con Valentina Prieto y en segundas nupcias con Laura Fernández.
Estudió humanidades en el Seminario y en el Liceo de Concepción. Cursó Leyes en la sección universitaria de la gran metrópoli del Biobío, hasta graduarse de bachiller en Leyes y Ciencias Políticas en 1887. Terminó su cursó en la Universidad de Chile, recibiéndose de abogado el 3 de agosto de 1888, dedicándose a ejercer su profesión en Concepción.
En 1891 tuvo activa participación en los sucesos políticos en contra del presidente José Manuel Balmaceda y formó parte del Directorio del Club de la Juventud Independiente, cofundador con Ángel Custodio Espejo, Luis Orrego Luco y Luis Hübner.
Juez del Departamento de Lautaro (1892-1897). Después se estableció en Concepción donde ejerció el derecho y fue abogado de la Compañía de Lota y Coronel, además del Banco Alemán Trasatlántico y de varias instituciones comerciales.
Siendo militante del Partido Radical fue elegido Diputado por Concepción, Talcahuano y Lautaro (1912-1915). Integró la Comisión de Legislación y Justicia y fue miembro del Comité Parlamentario del Partido Radical.
Ministro de Industria, Obras Públicas y Ferrocarriles (septiembre-diciembre de 1914).
Reelecto Diputado, esta vez por Chillán (1915-1918). Formó parte de la Comisión permanente de Industria y de Agricultura.
En 1918 fue designado Ministro Plenipotenciario en Centroamérica y vivió en varias ciudades del continente. Dejó la diplomacia en 1924 y retornó a Chile, alejado del mundo político.